# Церковь Архистратига Михаила (Удосолово)
Церковь Архистратига Михаила — православный храм в деревне Удосолово Кингисеппского района Ленинградской области. Построен в начале XIX века, выявленный памятник архитектуры.

## История и архитектура
Приход в Удосолово является одним из старейших в Санкт-Петербургской епархии. Первые упоминания о храме в деревне встречаются в писцовых книгах Водской пятины от 1500 года. В 1729 году вместо обветшавшей к тому времени деревянной церкви была построена новая, но она сгорела в пожаре 1759 года. Была восстановлена в 1766 году.
Нынешнее каменное здание церкви было заложено в 1805 году. Новую церковь построили на средства местных помещиков Зиновьевых и Блоков, а также собранные с прихода пожертвования. Освятили храм в 1807 году. К 1840-м годам здание обветшало: колокольня и восточная стена покрылись трещинами, крыша дала течь, в потолке и полу появились щели, двери затворялись неплотно. Всё это приводило к неудобству использования помещения под обрядовые нужды. Например, в храме зимой застывали Святые Дары, а к металлическим предметам нельзя было прикоснуться.
Обновление и ремонт церкви были завершены к 1859 году на средства помещиков и других благотворителей. 1 августа того же года её освятил протоиерей Смольного собора Филипп Сперанский. Со временем церковь получила новый антиминс, освящённый митрополитом Исидором в 1876 году. Иконостас в храме был одноярусным, выбеленным. Стены украшали иконы работы академика В. В. Васильева, заказанные на средства прихода, священника, старосты и прихожан. В церковных документах примечателен лист пожертвований на обновление храма, сделанное членами царского семейства: «Камер-фрау К. К. Ралль ходатайствует о вспомоществовании от Монарших щедрот, на перестройку церкви во имя св. Архистратига Михаила, находящейся в С.-Петербургской губернии, Ямбургского уезда, в селе Удосоле. От Государя Императора — 50 руб.; от Императрицы Марии Александровны — 50 руб.; от Императрицы Александры Федоровны — 50 руб.; от Государя Цесаревича — 30 руб.; от Вел. Кн. Константина Николаевича и Вел. Кн. Александры Петровны — 30 руб.; от Вел. Кн. Михаила Николаевича и Вел. Кн. Ольги Федоровны — 30 руб.; от генерал-лейтенанта Герздорфа — 50 руб.».
Также благотворителями выступали: помещица и вдова надворного советника Наталья Михайловна Нетцер, устроившая в 1831 году на образе Святой Троицы серебряную ризу с драгоценными камнями на 1000 руб. серебром; крестьянин Егор Степанович Лимонцев, устроивший парчовую ризницу, плащаницу и две иконы в киотах на 1000 руб. серебром; жена помещика Ольга Дмитриевна Блок, пожертвовавшая запрестольный крест на 100 руб. и церковный староста Кирилл Максимов, пожертвовавший разных вещей на 600 руб. серебром.
На церковном кладбище похоронены несколько поколений семьи Блоков — родственников поэта Александра Александровича Блока по отцовской линии. Они владели соседним поместьем в Велькоте.
Священник и псаломщик жили в достаточно ветхих домах. Всех прихожан по клировым ведомостям 1883 года было — 564 мужского пола и 726 женского. В 1872 году было открыто попечительство. Церковная библиотека состояла из 194 книг духовного содержания. Духовная литература из этой библиотеки была уничтожена в 1917 году, оставшиеся книги передали в деревенские библиотеки. Книги из библиотеки местного священника стали основным фондом для избы-читальни в Удосолово.
В 1937 году храм Михаила Архистратига был закрыт. В 1942 году его снова открыли и он действовал до 1965-го. Последний к тому времени священник о. Василий занимался ремонтом храма, восстанавливал внутреннюю роспись. После окончательного закрытия в здании размещался склад совхоза «Котельский», деревенский дом культуры и кинозал.
В 2003 году церковь Михаила Архангела была признана объектом культурного наследия. По состоянию на начало XXI века здание находится в полуразрушенном состоянии.

## Галерея

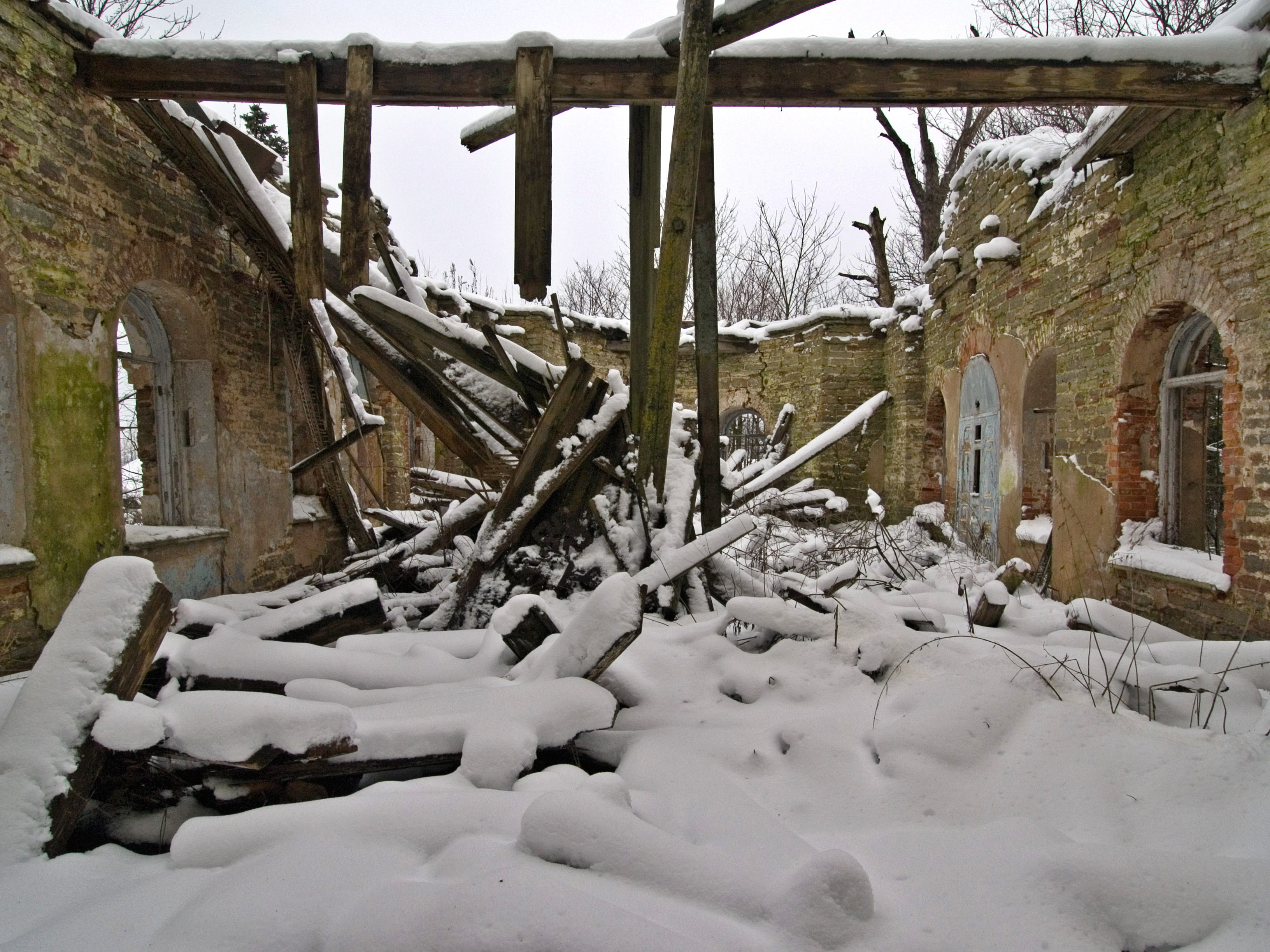
Вид на церковь (2008)
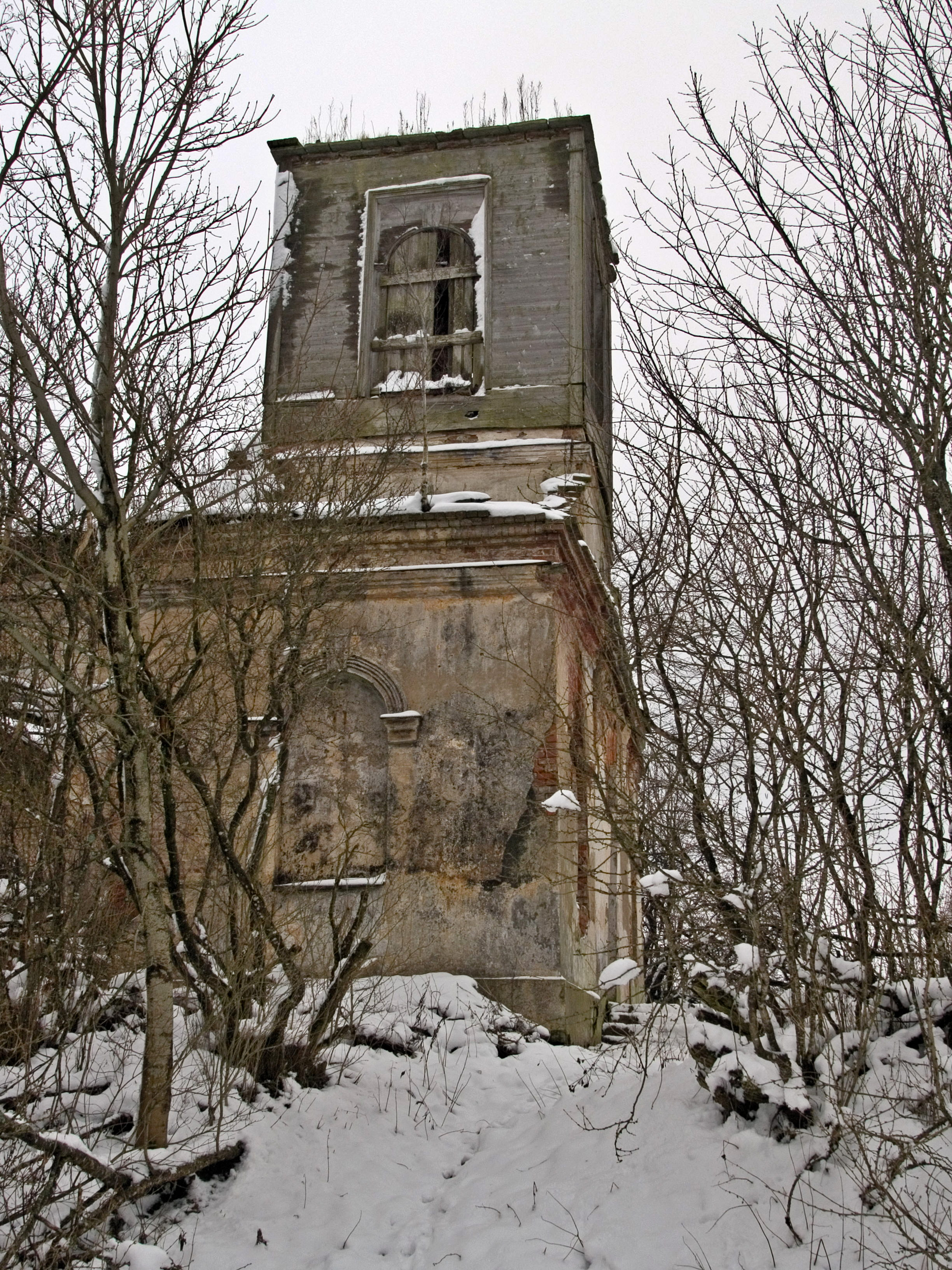
Вид на церковь (2008)
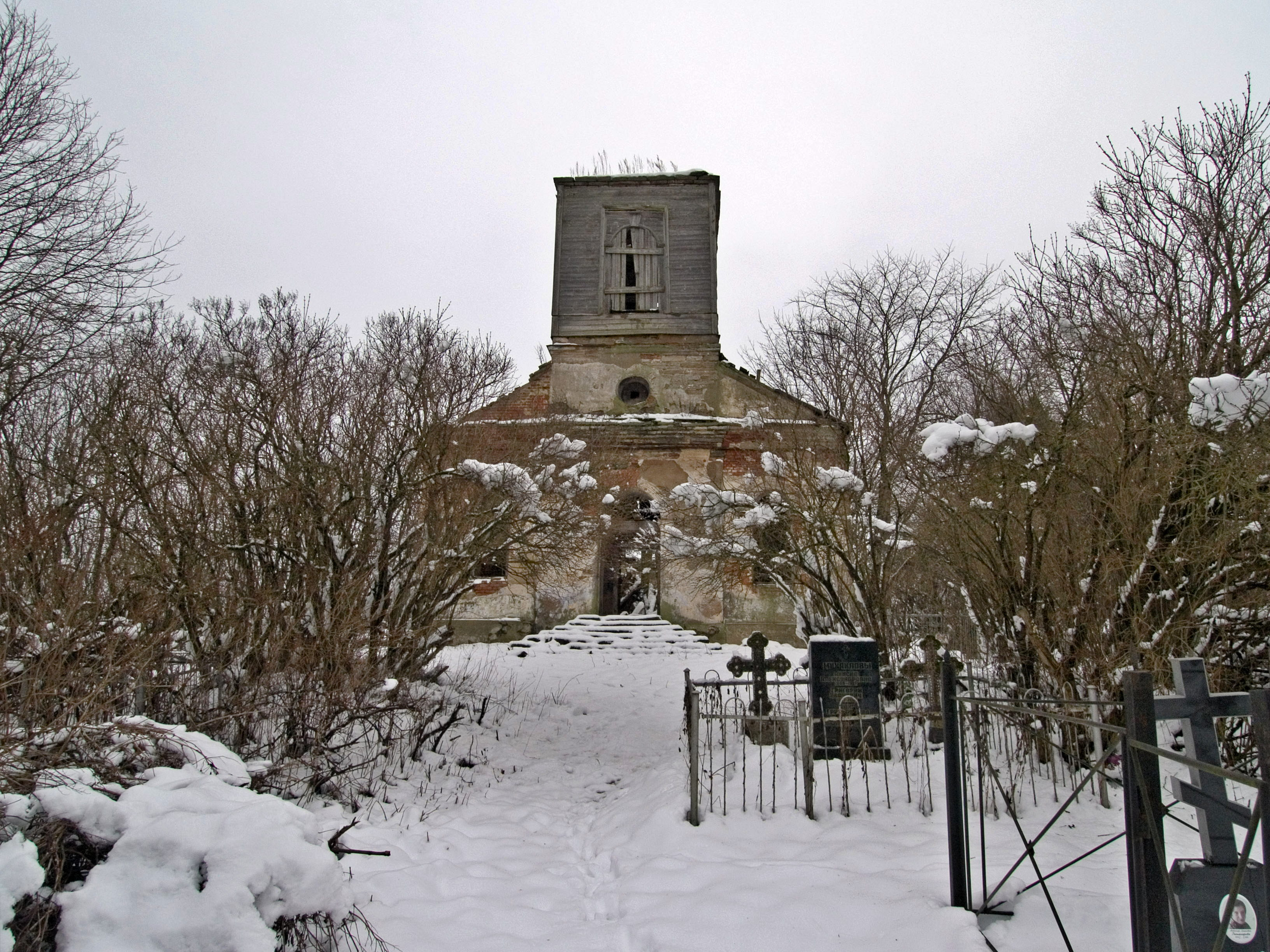
Вид на церковь (2008)
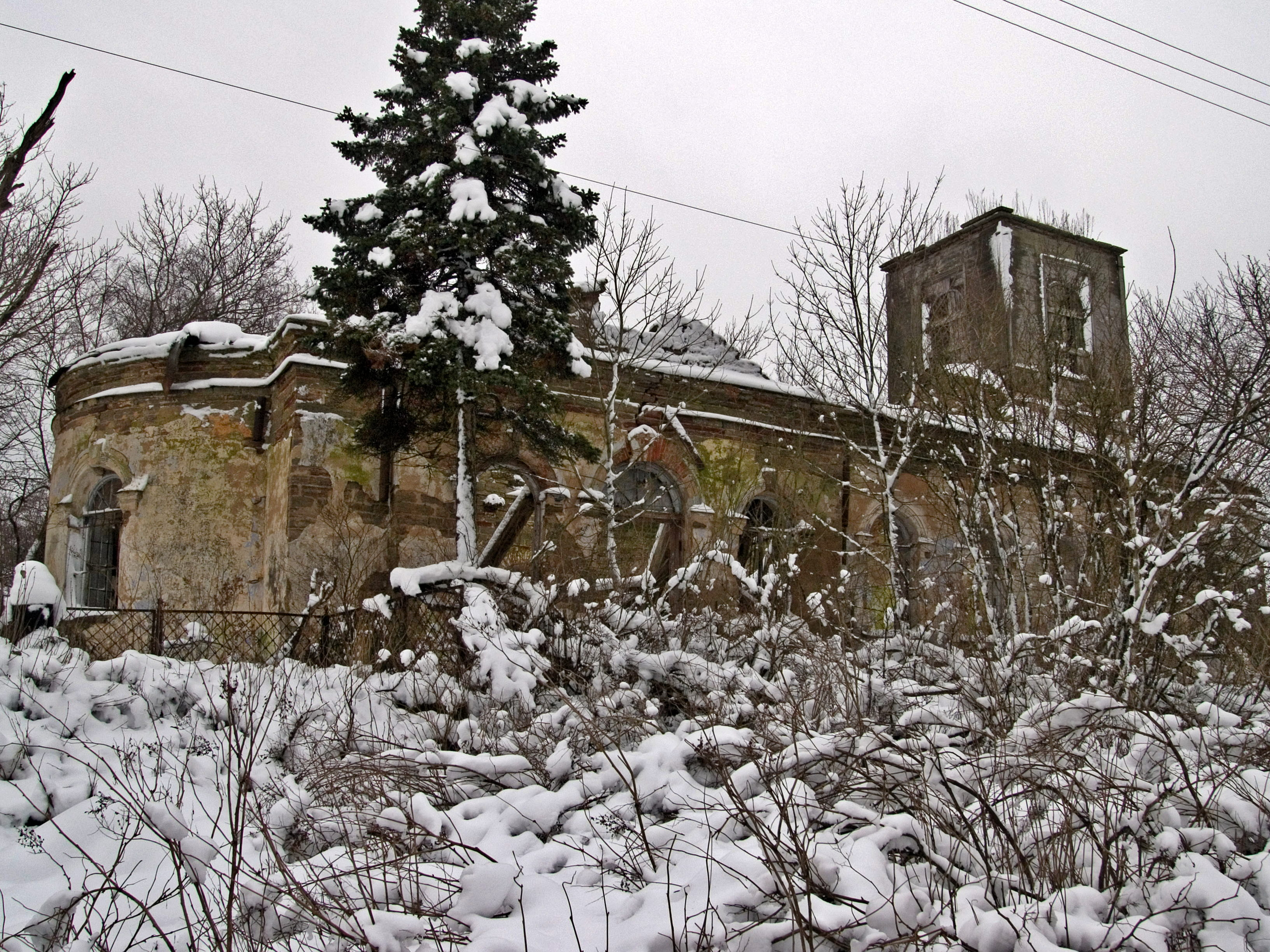
Вид на церковь (2008)